# Jöchelspitze
La Jöchelspitze est une montagne qui s’élève à 2 226 m d’altitude dans les Alpes d'Allgäu, en Autriche.